# Aeroportul Wiley Post–Will Rogers Memorial
Aeroportul Wiley Post–Will Rogers Memorial (IATA: BRW, ICAO: PABR, FAA LID: BRW) este un aeroport din Alaska, Statele Unite ale Americii. Aeroportul a fost tranzitat în 2019 de 92.578 de pasageri. A fost numit după Will Rogers, Jr.⁠(d).
Situat la o altitudine de 13 m, aeroportul dispune de 1 pistă. Este operat de Alaska Department of Transportation & Public Facilities⁠(d).

## Infrastructură

### Piste
Aeroportul dispune de o singură pistă. Pista 07/25 are suprafața de asfalt și dimensiunile 7.100 picioare × 150 picioare. 